# روبي روبنسون (لاعب اتحاد الرغبي)
روبي روبنسون (بالإنجليزية: Robbie Robinson)‏ هو لاعب اتحاد الرغبي نيوزيلندي، ولد في 22 أغسطس 1989 في ويستبورت ‏ في نيوزيلندا.

## وصلات خارجية
- روبي روبنسون على موقع ItsRugby.co.uk (الإنجليزية)